# Alfred Margul-Sperber
Alfred Margul-Sperber (n. 23 septembrie 1898, Storojineț (Bucovina), azi în Ucraina – d. 3 ianuarie 1967, București; numele inițial, Alfred Sperber) a fost un scriitor, publicist și traducător evreu
de limba germană și limba idiș din România.
Tatăl său era contabil, iar mama profesoară de pian. Margul i-a fost pseudonim literar, inspirat de prenumele mamei, Margula.
Școala a urmat-o la Cernăuți și Viena, unde și-a luat bacalaureatul. În 1918 a revenit la Cernăuți pentru a studia dreptul. A renunțat la studiile de drept și a călătorit, întâi la Paris, apoi la New York, unde a locuit între 1921 și 1924..
La New York a activat și ca jurnalist la publicații comuniste americane.
În 1924 a devenit redactor la Czernowitzer Morgenblatt, ziar liberal evreiesc de limbă germană, care a apărut între 1918 și 1940 la Cernăuți. În paralel, avea diverse colaborări externe la New Yorker Volkszeitung și la unele periodice din România (Der Nerv din Cernăuți, Das Ziel din Brașov etc.).
În timpul celui de-al Doilea Război Mondial a fost ajutat de Ion Pillat, Eugen Lovinescu și Oscar Walter Cisek pentru a nu fi expulzat din România ca evreu bucovinean. Din 1940, după desființarea ziarului Czernowitzer Morgenblatt, a lucrat în București ca profesor de limbi străine.
După 1944 a lucrat la Radiodifuziunea Română și în presa scrisă de limbă germană; a scris poezie, a publicat câteva volume. S-a făcut remarcat îndeosebi ca traducător. A realizat una dintre cele mai reușite traduceri în germană a poemului Luceafărul de Mihai Eminescu. A tradus balade populare românești, între care Miorița și Toma Alimoș. A tradus din operele unor autori români de prestigiu (Tudor Arghezi, Ion Barbu, Maria Banuș, Vladimir Colin etc.). Multe versuri ale poetului Aron Cotruș, traduse de Alfred Sperber, au fost publicate și în revista săsească Klingsor.
A avut contribuții redacționale și la revista Rumänische Rundschau, dedicată popularizării culturii române pentru cititorii germanofoni..
Lirica sa are la bază trăirile din timpul călătoriilor sale la Viena, Paris și New York.
Margul-Sperber a scris numeroase poeme tributare circumstanțelor politice ale regimului comunist, multe dintre aceste creații literare fiind dedicate elogierii Partidului Muncitoresc Român (PMR), a lui Lenin, Stalin și Gheorghiu-Dej. Pentru contribuțiile la realismul socialist și proletcultism, lui Alfred Sperber i-a fost conferit în 1954 Premiul de Stat clasa I (alături de Mihai Beniuc, Valeriu Emil Galan, Mihu Dragomir, Dumitru Almaș, Aurel Baranga, Horia Lovinescu, Ion Vitner etc.).

## Premii
- Premiul de Stat pentru literatură (1954)[12]

## Distincții
- Ordinul Steaua Republicii Populare Romîne clasa a IV-a (10 august 1964) „pentru merite deosebite în opera de construire a socialismului, cu prilejul celei de a XX-a aniversări a eliberării patriei”[13]

## Volume publicate
- Der Blizzard (1922)
- Gleichnisse der Landschaft (1934),
- Geheimnis und Verzicht, Editura Literaria, Cernăuți, (1939)
- Mit offenen Augen (1956)
- Sternstunden der Liebe (1963)
- Rumänische Volksdichtungen. Deutsche Nachdichtung von Alfred Margul-Sperber, editura Tineretului, București, (1968)
- Verzaubertes Wort. Der poetische Nachlaß 1914-1965 (1969)
- Gedichte, Editura: Verlag der Nation (1977) ASIN: B0000E8FNE

### Culegeri-reeditări
- Sinnloser Sang – Frühe Gedichte 1914–1928, (2002). ISBN 3-89086-765-0
- Ins Leere gesprochen – Ausgewählte Gedichte 1914–1966, (2002). ISBN 3-89086-792-8
- Jahreszeiten – Ausgewählte Gedichte, 2002. ISBN 3-89086-741-3